# Вовк Андрій Богданович
Андрі́й Богда́нович Во́вк (1983—2023) — український військовослужбовець, учасник російсько-української війни, Герой України (2024, посмертно).

## З життєпису
Народився 1983 року в місті Нововолинськ. Навчався в школі №8, потім перевівся в школу №7.
Відслужив строкову, і в 21 рік виявив бажання  виконувати миротворчу місію в Іраку. Двічі там був. 
24 лютого 2022 року Андрій перебував за кордоном. Цього ж дня він повернувся і незабаром поповнив лави ЗСУ. Кілька місяців після  початку рашистського вторгнення Андрій перебував на кордоні з Білоруссю разом зі своєю вівчаркою . 
Загинув на війні з російськими окупантами 10 жовтня 2023 року при відбитті російського наступу в Луганській області. Загинув від артобстрілу .
15 жовтня 2023-го відбулося останнє прощання в Нововолинську.
Похований на кладовищі села Низкиничі.
Без Андрія лишилися мама Наталія Іллівна і сестра Олена.

## Нагороди
- Звання Герой України з удостоєнням ордена Золота Зірка (28 червня 2024, посмертно) — за особисту мужність і героїзм, виявлені у захисті державного суверенітету та територіальної цілісності України, самовіддане служіння Українському народові[4].